# Hoàng Yến

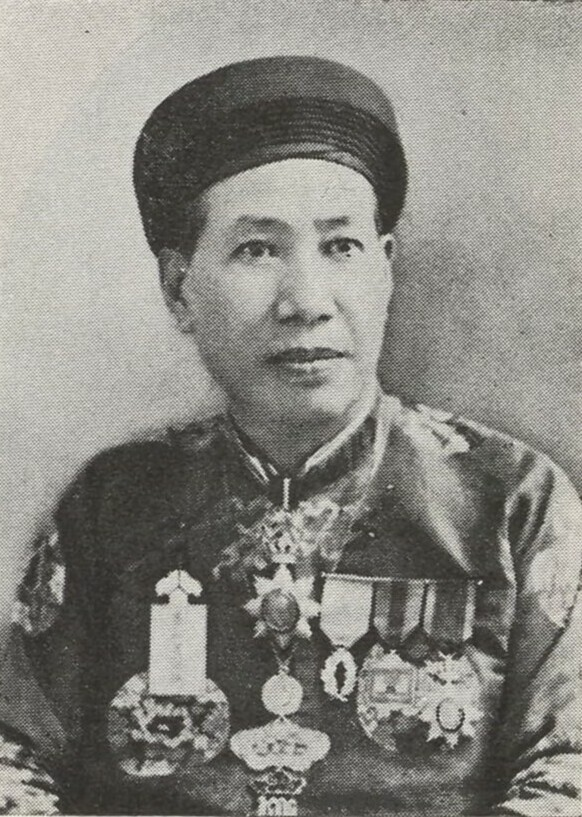
Chân dung ông Hoàng Yến

Hoàng Yến (chữ Hán: 黃燕; 1888-?) là một danh sĩ cuối thời Nguyễn. Ông đỗ Phó bảng khoa Kỷ Mùi 1919, khoa thi Nho học cuối cùng trong lịch sử Nho học Việt Nam. Ông còn là nhà nghiên cứu âm nhạc truyền thống Huế theo phương pháp Tây phương đầu tiên ở Huế, có công bảo tồn và phổ biến âm nhạc truyền thống Huế.

## Hành trạng lịch sử
Hoàng Yến sinh năm 1888, người làng Minh Hương, xã Hương Vinh, tổng Vĩnh Trị, huyện Hương Trà, phủ Thừa Thiên. Theo tài liệu Quốc triều Hương khoa lục và Quốc triều Khoa bảng lục, ông đỗ Cử nhân khoa Mậu Ngọ 1918, năm sau vào thi Hội, đỗ Phó bảng năm 31 tuổi. Ông được xếp thứ 16/16 trong số các vị Phó bảng của khoa thi Nho học cuối cùng trong lịch sử Việt Nam.
Sau khi thi đỗ, ông được triều đình bổ dụng làm Tu soạn sung Hình chính hội lý tòa phán sự, Thừa phái bộ Hộ, thư ký phiên dịch tại các Tòa sứ, Tri huyện Bình Khê v.v.
Sinh thời, Hoàng Yến là người tài hoa, giỏi âm nhạc. Trong tư dinh của mình, ông không những đã nuôi dưỡng các ca nhi, nhạc công mà còn tham gia thiết kế đàn, soạn lời mới cho các bài diễn tấu truyền thống. Nhiều buổi hòa nhạc của các danh cầm số một hồi đầu thế kỷ từng được tổ chức trong tư dinh của ông (ngày nay là ngôi nhà số 49 Nguyễn Chí Thanh, Huế). Theo nhà nghiên cứu Huế Nguyễn Đắc Xuân, ông cùng với ông Hoàng Nam Sách (con vua Minh Mạng, ông Hầu Biều, ông Cả Soạn, bà chúa Nhất, ông Tam Xuyên Tôn Thất Mỹ, ông Nguyễn Khoa Tân, ông Ưng Bình Thúc Giạ Thị... có nhiều đóng góp đối với ca Huế truyền thống.
Hoàng Yến còn là nhà nghiên cứu âm nhạc truyền thống Huế theo phương pháp Tây phương đầu tiên ở Huế. Công trình nghiên cứu của ông viết bằng tiếng Pháp, mang tựa đề La Musique à Hué "đờn Nguyệt" et "đờn Tranh" (Âm nhạc Huế, "đàn nguyệt" và "đàn tranh"), dày đến 134 trang, được đăng tại Tập san Đô Thành Hiếu Cổ (Bulletin des Amis du Vieux Hué), số 3, năm 1919. Trong công trình nghiên cứu nầy, ông giới thiệu 14 nhạc cụ dây (à corde), và 8 nhạc cụ hơi (à vent). Đặc biệt, ông cũng giới thiệu những danh cầm Việt Nam từ đời Tự Đức cho đến đời Khải Định như các vị Tống Văn Đạt, Đội Chín, ông Hoàng Nam Sách (con vua Minh Mạng), ông Thiện, ông Ưng Dũng, ông Phủ Thông, ông Cả Soạn v.v...